# Вировец, Вячеслав Гаврилович
Вячеслав Гаврилович Вировец (укр. В’ячеслав Гаврилович Вировець; 5 марта 1937, Искрисковщина, Харьковская область — 26 марта 2021) — советский и украинский агроном, селекционер в области коноплеводства. Доктор сельскохозяйственных наук (1992), профессор (2000). Вывел ряд сортов ненаркотической (безгашишной) конопли без наркотических свойств.

## Биография
Родился 5 марта 1937 года в селе Искрисковщина Сумской области в многодетной крестьянской семье.
Окончив среднюю школу, поступил в Искрисковщанский сельскохозяйственный техникум, который окончил с отличием в 1956 году, получив диплом младшего агронома-полевода. С 1956 по 1959 год проходил срочную службу в рядах советской армии. С 1959 по 1964 год учился на отделении селекции и семеноводства факультета агрономии Харьковского сельскохозяйственного института.
После окончания учёбы Г. И. Сенченко и Г. И. Аринштейн пригласили его стать научным сотрудником в отделе селекции Всесоюзного научно-исследовательского института лубяных культур в Глухове. В 1971 году Вировец защитил кандидатскую диссертацию в Институте растениеводства имени Н. И. Вавилова по теме «Изучение производительности разных репродукций семян конопли».
С 1971 по 2003 год являлся заведующим лаборатории селекции и генетики конопли. Параллельно, с 1981 по 1987 год был заместителем директора по научной работе, а с 2003 года — главный научный сотрудник.
В 1992 году стал доктором сельскохозяйственных наук, защитив диссертацию по теме «Создание высокопродуктивных сортов конопли без наркотических свойств» в Институте биоэнергетических культур и сахарной свёклы НААН.
С 1993 года — профессор кафедры естественных наук Глуховского педагогического университета.
Участник конгрессов по лубяным культурам в Познани (1996) и Хельсинки (1998).
В 2000 году ему присвоили учёное звание профессора по специальности «селекция и семеноводство».
Является председателем Сумского отделения Украинского общества генетиков и селекционеров имени Н. И. Вавилова.

## Научная деятельность
Его основной заслугой является выведение и внедрение в сельское хозяйство новых сортов конопли, которые не содержат наркотических веществ. В ходе научной деятельности занимался селекцией, снижающей содержание каннабиноидных соединений.
Является соавтором новых сортов однодомноной конопли, таких как ЮСО, Днепровские 6, Золотоношский 11, Днепровские 14, Глуховские 33, Глера. Всего Вировец вывел более 15 видов конопли. Автор 20 свидетельств и патентов на сорта и изобретения.
Под его руководством успешно прошли защиту 8 кандидатов и 2 докторов наук.
При его соавторстве была издана работа «Конопля» (2011), автор монографии «Селекция ненаркотической посевной конопли» (2015). Всего Вячеслав Гаврилович подготовил более 230 научных работ, среди которых:
- Межсортовая гибридизация — основной метод создания сортов однодомной конопли // Сб. тр. ВНИИ лубяных культур. Глухов, 1977. Вып. 40 (соавтор);
- Наркотическая активность конопли (Cannabis sativa L.) и перспективы селекции на снижение содержания каннабиноидов // СХБ. 1991. № 1 (соавтор);
- Основные результаты селекционно-семеноводческой работы по конопле // Науч. тр. ВАСХНИЛ. Тех. культуры: Селекция, технология, переработка. Москва, 1991 (соавтор);
- Досягнення і проблеми генетики і селекції конопель // Генетика і селекція в Україні на межі тисячоліть. (рус. Достижения и проблемы генетики и селекции конопли // Генетика и селекция в Украине на рубеже тысячелетий), Т. 3. К., 2001.

Являлся членом редколлегии периодического журнала «Industrial Hemp» и «Вестника Сумского национального аграрного университета. Серия „Агрономия и биология“».

## Награды и звания
- Медаль «За трудовую доблесть» (1977)[5]
- Грамота Президиума Верховного Совета УССР (1982)[5]
- Лауреат премии Украинской академии аграрных наук «За выдающиеся достижения в аграрной науке» за работу «Создание и внедрение высокопродуктивных сортов однодомной конопли с отсутствием наркотических свойств» (2006)[5]
- Почётная грамота Кабинета Министров Украины (2006)[5]
- Благодарность Президиума НААН (2016)[5]
- Благодарностью председателя Сумской областной государственной администрации (2018)[6]